# Episodi di The Decameron
La prima stagione della serie televisiva The Decameron è stata trasmessa su Netflix il 25 luglio 2024.
| nº | Titolo originale                        | Titolo italiano                            | Pubblicazione originale | Pubblicazione Italia |
| -- | --------------------------------------- | ------------------------------------------ | ----------------------- | -------------------- |
| 1  | The Beautiful, Not-Infected Countryside | La campagna meravigliosa e non infettata   | 25 luglio 2024          | 25 luglio 2024       |
| 2  | Holiday State of Mind                   | Umore festivo                              | 25 luglio 2024          | 25 luglio 2024       |
| 3  | By Homer, It's a Winner's Wreath!       | Per Omero! È una ghirlanda della vittoria! | 25 luglio 2024          | 25 luglio 2024       |
| 4  | The Mood Is Soiled                      | L'umore è rovinato                         | 25 luglio 2024          | 25 luglio 2024       |
| 5  | Switcheroo                              | Lo scambio                                 | 25 luglio 2024          | 25 luglio 2024       |
| 6  | A Stony Brook Away                      | A poca distanza                            | 25 luglio 2024          | 25 luglio 2024       |
| 7  | This Is Awful, And You'll Never Recover | È una tragedia e non ti riprenderai mai    | 25 luglio 2024          | 25 luglio 2024       |
| 8  | We've Had a Good Cry                    | Ci siamo fatti un bel pianto               | 25 luglio 2024          | 25 luglio 2024       |

## La campagna meravigliosa e non infettata
- Titolo originale: The Beautiful, Not-Infected Countryside
- Diretto da: Michael Uppendahl
- Scritto da: Kathleen Jordan

### Trama
Mentre la peste nera devasta Firenze, diversi giovani nobili accettano l'invito a fuggire dall'epidemia nella tenuta di campagna del Visconte Leonardo Villa Santa. La narcisista promessa sposa di Leonardo, Pampinea (che non ha mai incontrato il suo fidanzato) e la sua serva Misia vengono accolte dal maggiordomo Sirisco, che sta cercando di nascondere che Leonardo è morto e la maggior parte dei servitori sono morti o fuggiti. Misia ha segretamente introdotto nella tenuta il suo amante Parmena, che è infetto dalla peste, nascondendola in una botte di vino. La viziata cugina di Leonardo, Filomena, è ansiosa di partire per la villa nella speranza di trovare un partner per garantire il suo futuro, ma la sua cameriera Licisca si rifiuta di abbandonare il padre morente di Filomena, Eduardo. Filomena mente a Licisca dicendo che Eduardo è morto, e la coppia parte per la Villa, ma dopo che Filomena inizia una discussione che diventa fisica, Licisca la spinge accidentalmente da un ponte in un fiume. Impulsivamente, Licisca decide di assumere l'identità di Filomena. Pampinea accoglie "Filomena" così come gli altri ospiti: il ricco ipocondriaco Tindaro, il fervente devoto Neifile, il marito arrampicatore sociale Panfilo, il medico di Tindoro, Dioneo. Sia Neifile che Panfilo bramano Dioneo, che flirta con Licisca ma è frustrato dall'interesse di Tindaro per lei. Geloso, Dioneo dà a Tindaro un tè che lo fa star male. Pampinea, nel disperato tentativo di sposare Leonardo e assicurarsi un futuro, diventa sempre più sconvolta dalla sua assenza. Panfilo deduce che Licisca è in realtà una serva, e usa queste informazioni per radicarsi con lei e ottenere l'accesso ai soldi di Tindaro. Misia scopre che Parmena è morta di peste; mentre si sbarazza del suo corpo trova il cadavere di Leonardo, e lei e Sirisco fanno un patto per mantenere i segreti l'uno dell'altro. Il gruppo sopravvive a un attacco di banditi guidati dal cardinale Agnolo, ex confessore di Neifile. Dice al gruppo che la peste è una maledizione di Dio e cerca di aggredire Neifile, e Licisca lo uccide impulsivamente quando viene rivelato che ha la peste. Gli altri banditi si ritirano quando una Filomena cenciosa arriva alla Villa.

## Umore festivo
- Titolo originale: Holiday State of Mind
- Diretto da: Michael Uppendahl
- Scritto da: Kathleen Jordan

### Trama
Filomena attacca furiosamente Licisca, ma Panfilo aiuta a convincere gli altri che Filomena è un'ancella gelosa e instabile. Filomena accetta di fingere di essere Licisca sotto la minaccia di essere cacciata dalla villa, e a malincuore si mette a lavorare sotto la severa cuoca, Stratilia. Neifile, scossa dalla dichiarazione del cardinale che Dio ha abbandonato l'umanità, salta giù da un pozzo e si rifiuta di uscire finché Dio non la salva. Tindaro, assistito da Dioneo, cerca di corteggiare "Filomena" con noiose lezioni di storia. Pampinea chiede di essere portata da Leonardo, e Sirisco e Misia le dicono in privato che Leonardo è morto. I tre complottano per fingere che lei abbia sposato Leonardo mentre si trovava in città. Panfilo paga Dioneo per recuperare Neifile e affermare che è stato inviato da Dio; Neifile è entusiasta dell'esperienza. Pampinea annuncia il suo matrimonio con Leonardo, prendendo il controllo come padrona della Villa. Arrabbiata per la pomposità di Tindaro e sentendosi libera per la prima volta nella sua vita, Licisca visita l'alloggio di Dioneo e iniziano una relazione.

## Per Omero! È una ghirlanda della vittoria!
- Titolo originale: By Homer, It's a Winner's Wreath!
- Diretto da: Andrew DeYoung
- Scritto da: James Rogers III

### Trama
Pampinea lancia una serie di giochi assurdi in onore del suo matrimonio, costringendo gli ospiti a partecipare. Panfilo viene a sapere che le ricchezze della sua famiglia sono andate perdute e dice a Neifile che devono lavorare per rimanere nella villa in modo permanente. Mentre Pampinea piange il suo "vero amore" Leonardo, Sirisco cerca di confortarla. Diventano amanti (come Panfilo e il messaggero Andreoli), ma la loro relazione finisce qualche settimana dopo quando lei lo rimprovera pubblicamente di aver oltrepassato i suoi limiti e gli dice che non lo considera altro che un vaso per Leonardo. Un umiliato Sirisco inizia a complottare con Panfilo, che ha intuito che Leonardo è morto, per strappare il controllo della villa a Pampinea. Neifile, sopraffatta dalla lussuria, si offre a Dioneo, ma lui la rifiuta gentilmente poiché si è innamorato di Licisca. Quando Tindaro sembra fare progressi con Licisca, Dioneo diventa geloso e avvelena impulsivamente la bevanda di Tindaro. Dioneo chiede a Licisca di sposarlo; lei lo rifiuta a favore della stabilità finanziaria offerta da Tindaro, ma fanno l'amore per l'ultima volta. Stratilia dà a Tindaro un antidoto al veleno quando lo trova sofferente, e lui capisce che la sua malattia è un inganno di Dioneo, che osserva segretamente mentre fa sesso con Licisca. Quella sera a cena, Pampinea annuncia di essere incinta del figlio di Leonardo, con grande sorpresa di Sirisco. Tindaro affronta pubblicamente Dioneo e lo licenzia, e chiede minacciosamente a Licisca di sposarlo.

## L'umore è rovinato
- Titolo originale: The Mood Is Soiled
- Diretto da: Andrew DeYoung
- Scritto da: Anthony Natoli

### Trama
Con l'obiettivo di allontanare Pampinea, Sirisco e Panfilo invitano alla villa il cugino ed erede di Leonardo, Ruggiero, con furia di Stratilia. Arriva accompagnato da una folla di compagni chiassosi, e offende immediatamente Pampinea organizzando un sontuoso banchetto e facendo baldoria incessantemente. Dioneo è stato esiliato dal gruppo, ma non dalla villa, per il suo crimine, e tenta di ottenere il favore di Licisca e Neifile, rivelando nel frattempo che Panfilo lo ha pagato per salvarla dal pozzo. Filomena, che si è legata a Misia, tenta di chiedere aiuto a lei e a Pampinea per porre fine alla farsa di Licisca, ma Pampinea si rifiuta di crederle. Rifiutato da Licisca, un autocommiserante Tindaro fa sesso con Stratilia, che lo tratta come un sottomesso con sua grande sorpresa. Si infatua di lei, con sua frustrazione. Ruggiero offende Pampinea rivelando che Leonardo era un noto donnaiolo e prostitutoio, e sciocca gli ospiti aprendo lo studio segreto di Leonardo, pieno di pornografia e giocattoli sessuali con un ingresso nascosto solo per le prostitute. Neifile, in crisi di fede, viene sedotto da Ruggiero, e Panfilo si rende conto che il suo piano gli si è ritorto contro. Le cose precipitano quando due degli uomini di Ruggiero uccidono accidentalmente un membro del loro gruppo, e Filomena si oppone a Ruggiero in difesa di Pampinea e viene quasi violentata prima che Misia riveli disperatamente di essere una signora. Licisca confessa la verità per salvare la vita di Filomena, ma Ruggerio li bandisce dalla tenuta per la loro menzogna. Sirisco, nel disperato tentativo di distruggere Pampinea, rivela che Leonardo è stato morto per tutto il tempo a tutta la festa e porta a Ruggiero la testa mozzata di Leonardo. Arrabbiato per la profanazione del cadavere del cugino, Ruggiero caccia tutti fuori dalla tenuta tranne Neifile e Dioneo, e la festa vede un gruppo di prostitute, una delle quali visibilmente malata, entrare nella villa.

## Lo scambio
- Titolo originale: Switcheroo
- Diretto da: Anya Adams
- Scritto da: Megan King Kelly

### Trama
Panfilo si arrampica sul muro della tenuta per rientrare di soppiatto, ma osserva Ruggiero e Neifile che hanno rapporti sessuali. La mattina dopo, Neifile scopre gli amici di Ruggiero e le prostitute morte per peste, e fa rientrare gli altri nella Villa. Legano Ruggiero nella sua camera da letto e scoprono il corpo di Dioneo, anch'egli ucciso dalla peste. Pampinea e Panfilo cercano entrambi di ingraziarsi Ruggiero per assicurarsi la proprietà della Villa, e quest'ultimo ci riesce, dopo una sentita riconciliazione con Neifile, che mostra vesciche di peste sul collo. Durante il viaggio di ritorno a Firenze, Filomena e Licisca condividono storie d'infanzia, una notte in una grotta e un'esperienza raccapricciante in una baracca, venendo a patti con la loro relazione conflittuale. Tindaro, in lutto per la perdita di Dioneo, continua la sua liaison con Stratilia. Sentendo che Misia si sta allontanando da lei, Pampinea manipola Misia per ottenere la sua fiducia riconoscendo il suo dolore per il suo amante perduto Parmena. Dopo un servizio funebre per Parmena, Pampinea ordina a Misia di uccidere Ruggiero per il bene del suo bambino non ancora nato. Mentre cerca a malincuore di dargli da mangiare un brodo avvelenato, Misia lo colpisce con un coltello quando lui le salta, uccidendolo accidentalmente. Con l'ultimo respiro, Ruggiero le dice che non è lui il vero erede della villa. Nel frattempo, Tindaro scopre che Stratilia ha un figlio piccolo che assomiglia a Leonardo.

## A poca distanza
- Titolo originale: A Stony Brook Away
- Diretto da: Anya Adams
- Scritto da: Marie Hanhnhon Nguyen

### Trama
Dopo l'omicidio di Ruggiero, Misia va da Sirisco per chiedere aiuto, ma finisce per cacciarlo via. Sirisco lascia Villa Santa e incontra una vecchia conoscenza, Arriguccio, che lo invita a condividere un magro pranzo con i suoi amici. Mosso dal loro altruismo e dalla loro bontà, Sirisco decide di portare con sé il gruppo di Arriguccio alla Villa e creare una tenuta di proprietà dei lavoratori. Tindaro chiede a Stratilia di sposarlo e fa amicizia con Jacopo, il figlio illegittimo avuto da Leonardo. Contro il volere di Stratilia, lo porta stupidamente alla villa e presenta il ragazzo a Pampinea. Pampinea riconosce la sua somiglianza con Leonardo, capisce che è il vero erede della villa e lo rinchiude, progettando di diventare sua madre e la proprietaria della villa. Quando Misia la affronta su questo piano, Pampinea ammette di non essere incinta. Panfilo e Neifile condividono un'ultima giornata di beatitudine insieme prima che lei soccomba alla peste la sera. Durante il loro viaggio, Filomena e Licisca vengono aggredite dagli scagnozzi del cardinale Agnolo. Vengono salvati dai membri di un esercito mercenario, e li portano dal loro capo, un monaco nichilista, che li condanna a morte dopo un errore di Filomena. Sul punto di morire, confessa a Licisca che sono sorellastre: Licisca è il risultato di una delle relazioni di Eduardo. Riescono a fuggire a cavallo e a tornare alla Villa, anche se Licisca viene ferita a una gamba durante la fuga. Al loro ritorno, scoprono che una Pampinea sempre più squilibrata sta per bruciare Stratilia come strega per il crimine di aver sedotto il suo "vero amore" lontano da lei, ma viene fermata quando gli amici di Sirisco entrano nella villa. Mentre Tindaro e Filomena tentano di riprendere il controllo della situazione, un Panfilo in lutto osserva il caos.

## È una tragedia e non ti riprenderai mai
- Titolo originale: This Is Awful, And You'll Never Recover
- Diretto da: Michael Uppendahl
- Scritto da: Zoe Jarman

### Trama
Sirisco fa entrare Arriguccio e i suoi amici nella villa, ma è più interessato a rintracciare Pampinea che a far mangiare i suoi amici affamati. Misia e Filomena si riuniscono e ammettono il loro amore reciproco. Panfilo piange la moglie, fa i conti con tutto ciò che ha perso e prende la decisione di non morire inutilmente. Stratilia cura la ferita di Licisca, declina la proposta di Tindaro e tenta di prendere Jacopo e lasciare indietro i nobili, ma lui la convince a rimanere e a prendere possesso della tenuta come sua legittima erede. Misia e Filomena fanno l'amore, e Filomena esorta Misia a lasciare Pampinea e tornare a Firenze con lei dopo che la peste si sarà placata. Andreoli arriva con la notizia che i mercenari stanno marciando sulla villa, e Sirisco suggerisce di corrompere l'esercito con la dote di Pampinea, una borsa di gioielli. Quando Pampinea viene rintracciata, afferma che qualcuno ha preso la sua dote e si rifiuta di aiutare gli altri. Misia le consegna segretamente i gioielli prima che Sirisco faccia uscire Pampinea dalla villa. Filomena confessa a Licisca che il padre era ancora vivo quando sono partiti, e una Licisca furiosa decide di mettersi in proprio. Scopre Pampinea che tenta di ingoiare la sua dote e le prende i gioielli rimasti, ma è costretta a tornare alla Villa quando arrivano i mercenari.

## Ci siamo fatti un bel pianto
- Titolo originale: 'We've Had a Good Cry
- Diretto da: Michael Uppendahl
- Scritto da: Kathleen Jordan e Steve Unckles

### Trama
Pampinea fa rientrare i mercenari nella villa, tradendo il gruppo. Accetta un patto con il generale dei mercenari, riottenendo la sua dote da Licisca in cambio della villa, ma il generale rinnega e sguaina la spada per ucciderli tutti. Panfilo lo uccide, ma Tindaro viene gravemente ferito nel processo, e molti dei contadini e dei servi vengono uccisi. Pampinea fugge dal gruppo e Tindaro dà ai mercenari i suoi gioielli, ma il Monaco ordina ai mercenari di attaccare comunque. Filomena chiede a Misia di scegliere tra lei e Pampinea, e Misia sembra scegliere la sua padrona. Arriguccio tenta di arrendersi, ma viene ucciso, e Sirisco infuriato tenta inutilmente di radere al suolo la villa. Licisca ha l'opportunità di fuggire, ma invece sceglie di salvare Filomena da un mercenario attaccante. Nel frattempo, Misia nasconde Pampinea in un barile mentre nascondeva Parmena, promettendo di salvarla dopo che i mercenari se ne saranno andati. Invece, dà fuoco alla cantina, liberandosi dal controllo della sua padrona. Tindaro viene ucciso difendendo Jacopo, e Panfilo si sacrifica per aiutare il gruppo a fuggire, spaventando i mercenari superstiziosi con il corpo di Neifile afflitto dalla peste. I mercenari fuggono dalla peste, lasciando la villa vuota. I nobili fuggono nel bosco, dove i contadini rimasti abbandonano Sirisco. Nonostante una notte difficile al riparo dalla pioggia, i membri rimasti del gruppo riescono a raggiungere la grotta che Licisca e Filomena hanno trovato durante il loro viaggio, dove le sorelle affermano il loro amore reciproco. Più tardi, Licisca, Filomena, Stratilia, Jacopo, Misia e Sirisco si intrattengono in un idilliaco boschetto di foreste, raccontando storie per passare il tempo.